# Água Clara
Água Clara är en kommun i Brasilien. Den ligger i delstaten Mato Grosso do Sul, i den södra delen av landet, 700 km sydväst om huvudstaden Brasília. Antalet invånare är 14 429.
Omgivningarna runt Água Clara är huvudsakligen savann. Runt Água Clara är det mycket glesbefolkat, med 2 invånare per kvadratkilometer.